# Emiliano Garré
Emiliano Garré (Buenos Aires, Argentina, 12 de diciembre de 1978) es un futbolista argentino. Juega de mediocampista y actualmente milita en el Luján de la Primera C de Argentina.

## Vida personal
- Es el hijo menor del técnico argentino Oscar Garré y es hermano del futbolista argentino Ezequiel Garré.y padre del jugador juvenil, Benjamín Garré

## Clubes
| Club                      | País      | Año           |
| ------------------------- | --------- | ------------- |
| Huracán                   | Argentina | 1996 - 1998   |
| Campomaiorense            | Portugal  | 1999          |
| Universidad de Concepción | Chile     | 2000          |
| Huachipato                | Chile     | 2001 - 2002   |
| Audax Italiano            | Chile     | 2003          |
| Chacarita Juniors         | Argentina | 2004-2005     |
| Luján                     | Argentina | 2006-presente |